# Euploea simplex
Euploea simplex är en fjärilsart som beskrevs av Hans Fruhstorfer 1904. Euploea simplex ingår i släktet Euploea och familjen praktfjärilar. Inga underarter finns listade i Catalogue of Life.